# Миргородська Ганна Миколаївна
Га́нна Микола́ївна Миргоро́дська (* 1980) — українська спортивна гімнастка і тренер. Майстер спорту України. Кандидат наук у сфері здоров'я і спорту.

## Життєпис
Народилася 1980 року. Займалася спочатку бальними танцями. Активним спортом займалася тринадцять років.
Була срібною призеркою чемпіонату України. Брала участь у Чемпіонаті світу зі спортивної гімнастики 1995 року, Чемпіонаті Європи зі спортивної гімнастики серед жінок 1996 та Літніх Олімпійських іграх 1996 року.
1997 року почала тренувати дітей. Згодом із подругою і тренеркою Юлією відкрили клуб «Прем'єра».
Тренер і президент Вінницької обласної федерації художньої гімнастики. Серед вихованок — Лейла Юсфізаде.